# Samuel Luchtmans (I)

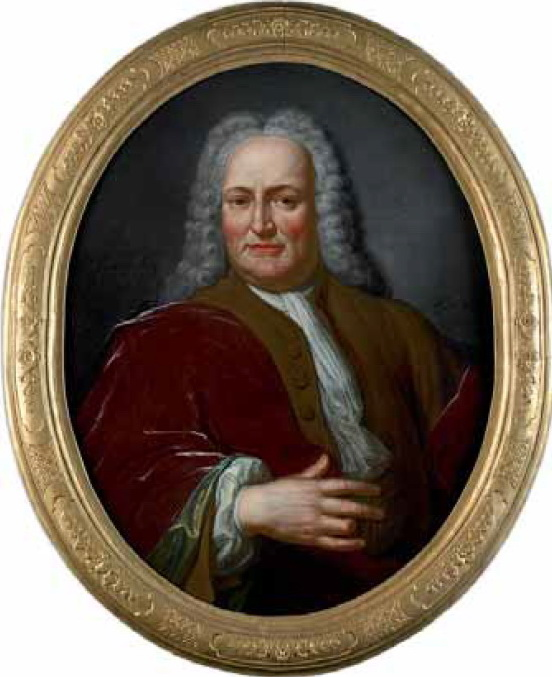
Samuel Luchtmans, portret door Hiëronymus van der Meij (1748)

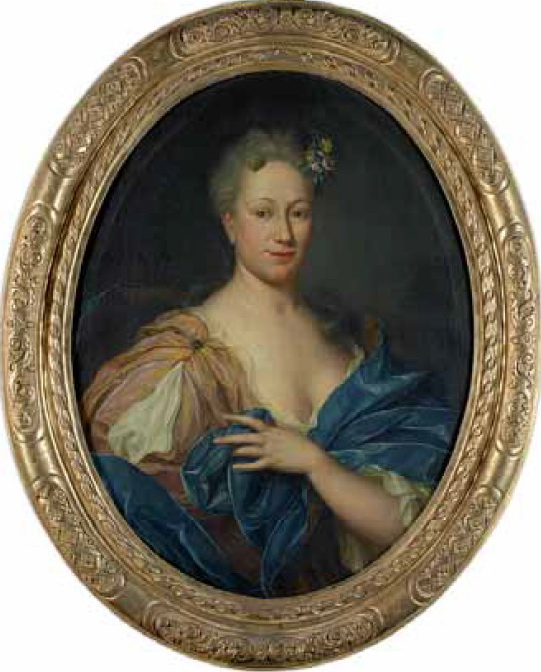
Cornelia van Musschenbroek, portret door Hiëronymus van der Meij (1748)

Samuel Luchtmans (Leiden, 20 november 1685 - 13 januari 1757) was een boekhandelaar en boekdrukker in de Nederlandse stad Leiden.

## Leven
Samuel was een zoon van Jordaan Luchtmans, die beschouwd wordt als de grondlegger van de nog altijd in Leiden gevestigde uitgeverij Brill. Samuel bezocht het gymnasium en sloot zijn studie af met een oratie getiteld utilitate literarum in mercatura (het nut van de studie van de handel). Na het overlijden van Jordaan in 1708 zette Samuel het bedrijf voort. Samuel trouwde net als zijn vader met een van Musschenbroek, een andere succesvolle Leidse (ondernemers)familie, die vanaf het eind van de 17e eeuw onder meer bekend werd met een gespecialiseerd atelier in wetenschappelijke instrumenten. Met Cornelia (1699 - 1784) kreeg hij twee zonen: Samuel en Johannes
In 1720 begon Samuel naast de boekhandel en uitgeverij ook een eigen boekdrukkerij. De zaken gingen goed en in augustus 1730 kreeg hij ook het contract als stadsdrukker en Academiae Typographus. Hij vervulde belangrijke functies in het gilde: op 1 januari 1714 werd hij hoofdman en daarna deken.
Op 31 december 1755 droeg hij het bedrijf over aan zijn beide zonen. Hij overleed op 13 januari 1757. Zijn portret, door Deckers gelithografeerd naar een schilderij van Van der Meij, is met zijn handtekening en devies bewaard gebleven op een in plano gedrukt blad getiteld: Die Büchhändler-Familie Luchtmans in Leyden.
In 1771 kocht Cornelia de buitenplaats Haagwijk aan de Hoge Rijndijk. Na haar overlijden in 1784 erfde haar zoon Johannes de buitenplaats.

## Uitgaven
Belangrijke uitgaven van Samuel en Jordaan Luchtmans waren:
- Polyaenus van Maaswijk (1691)
- Minucius Felix van Jacobus Gronovius (1709)
- Herodotus van J. Gronovius (1715)
- Vellejus Paterculus van Petrus Burmannus (1719 en latere uitgaven)
- Julius Obsequens van Ouderdorp (1720)
- Quintus Curtius Rufus, De Rebus Gestis Alexandri Magni, Regis Macedonum: Libri Superstites van Hendrik Snakenburg (1724)
- Valerius Flaccus van P. Burmannus (1724)
- Valerius Maximus van Abraham Torrenius (1726)
- Phaedrus van P. Burmannus (1726)
- Lucanus van Oudendorp (1728 en latere uitgaven)
- Aelianus van Abraham Gronovius (1731)
- Frontinus van Oudendorp (1731 en latere uitgaven)
- Cornelius Nepos van A. van Staveren (1735)
- Mythographi Latini van A. van Staveren (1742)
- Hesychii Lexicon van J. Alberti (eerste deel 1746, fol.)
- Pomponius Mela van Abr. Gronovius (1722 en 1748)

Ook werden samen met andere boekhandelaren uitgaven verzorgd, zoals Bayle's Dictionaire Historique et Critique en andere folio-werken.